# Kaper
Uzasadnienie:  Terminy "korsarz" i "kaper" to w j. polskim synonimy (por. encyklopedia i słownik PWN). Oba hasła polskiej Wikipedii podają dublującą się definicję. Pozostałe wersje językowe stwierdzają że "korsarz" to określenie "francuskiego kapra".

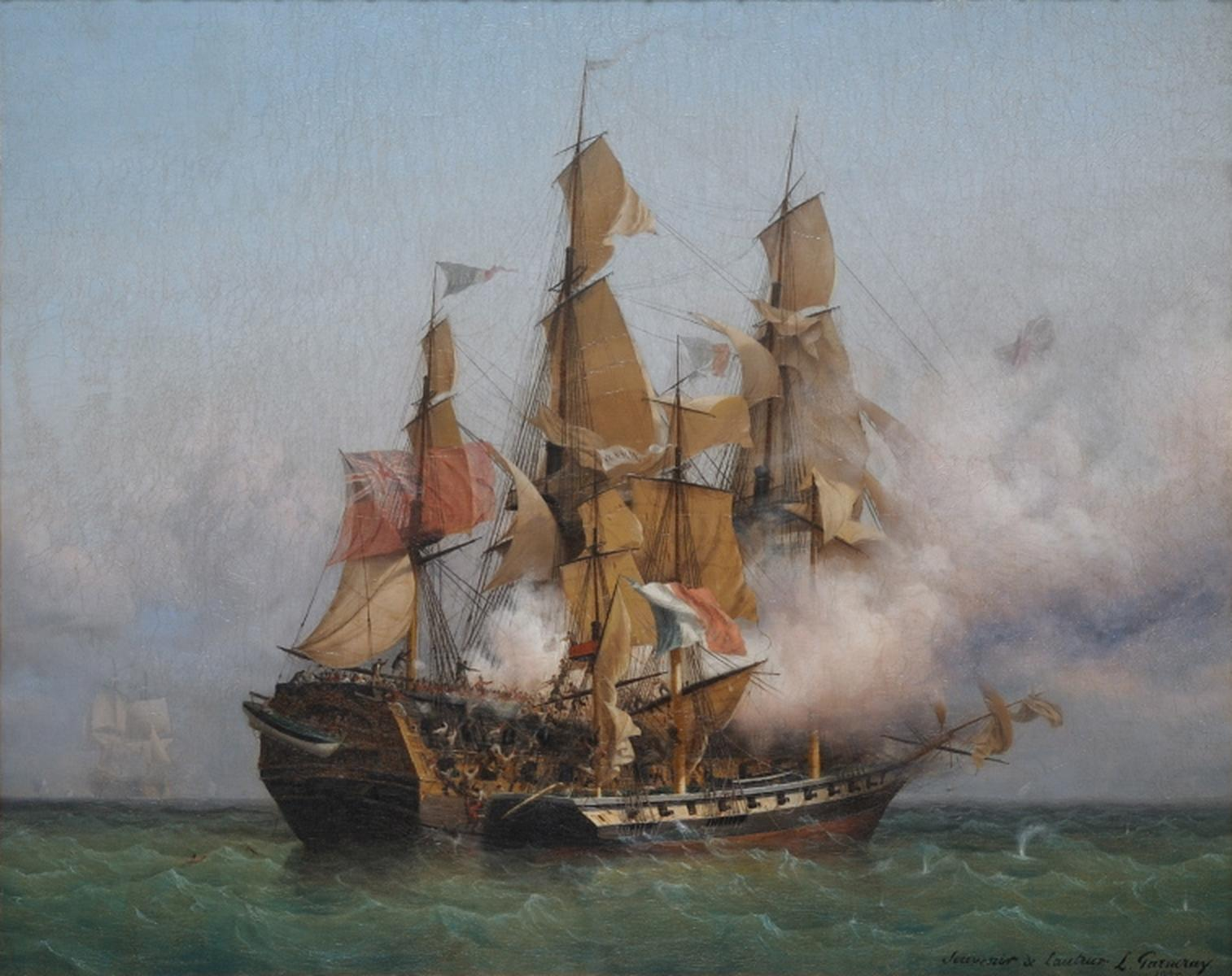
Brytyjski statek „Kent” kontra francuski korsarz Robert Surcouf w październiku 1800 roku, mal. A. Garneray

Kaper (l. mn. kaprowie, kaprzy) – armator lub dowódca, również członek załogi uzbrojonego statku handlowego, walczący na własny koszt i ryzyko w służbie swego mocodawcy prowadzącego wojnę na morzu. Mocodawca zapewniał kaprowi ochronę prawną (w tym prawo pływania pod jego banderą) oraz prawo do zachowania większości zysków. Zasadniczo terminy kaper i kaperstwo – są bliskoznaczne terminom korsarz i korsarstwo, przy czym te pierwsze odnoszą się do Morza Bałtyckiego i Morza Północnego w okresie od XV do XVIII wieku.

## Historia
Takie działania na morzu, o charakterze normalnej wojny, nie oznaczały prowadzenia wojny na lądzie (co najwyżej na terenach przybrzeżnych). Zwaśnione strony prowadziły w ten sposób walkę w rywalizacji o tereny zamorskie lub opanowanie handlu na morzu. Kaprów wynajmowali nie tylko monarchowie czy pomniejsi władcy, ale i niektóre miasta portowe – posiadające dużą autonomię w ramach organizmu państwowego, w którym się znajdowały (często tylko nominalnie) lub będące samodzielnymi miastami-państwami (Hanza).

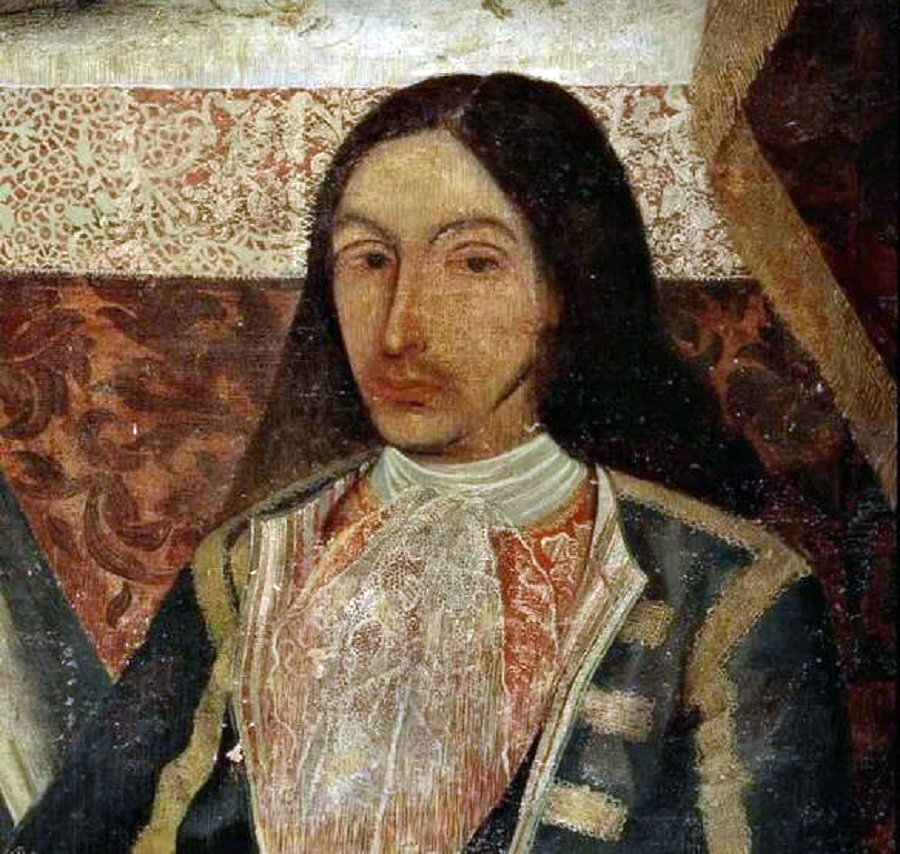
Amaro Pargo, hiszpański kaper

Kaperstwo było połączeniem rozboju na morzu z funkcjonowaniem jako flota wojenna mocodawcy, którego najczęściej nie było stać na utrzymanie własnej marynarki wojennej. Głównym zadaniem kapra było osłabienie ekonomiczne przeciwników mocodawcy, ponieważ jednak kaper sam był nakładcą swojej działalności i ponosił ryzyko, to prawo do zachowywania dla siebie zysków dochodziło do 80-90%. Podział zysków na rzecz mocodawcy był większy, jeżeli ten inwestował w kapra (czyli pożyczał mu pieniądze na rozpoczęcie działalności).
Kaperstwo można traktować jako swoisty rodzaj wojsk zaciężnych, ale o bardzo dużej autonomii – zarówno ze względu na sposób organizacji wojska, jak i decyzji co do prowadzonych działań. Tym się jednak lokalne północnoeuropejskie kaperstwo różniło od korsarstwa, że statki, czy też całe floty kaperskie, ściślej współpracowały z regularną flotą, czy też wojskami mocodawcy. Występowały one często we wspólnych związkach taktycznych z oficjalnymi wojskami lub też realizowały, poza rabunkiem, inne zadania. Często też były jedyną flotą mocodawcy.
W Polsce pierwszą flotę kaperską zorganizował król Kazimierz Jagiellończyk w 1456 roku podczas wojny trzynastoletniej z zakonem krzyżackim. System ten stosowali również Zygmunt Stary, Zygmunt August (w tym celu została utworzona specjalna Komisja Morska) i Stefan Batory, angażując nie tylko armatorów gdańskich, ale i angielskich, szkockich, duńskich czy holenderskich. Gdańsk na własną rękę organizował flotę kaperską w ramach Hanzy – najsłynniejszym kaprem gdańskim był Paweł Beneke.
Kaperstwo było jednak dla mocodawców ryzykownym rozwiązaniem z powodu nieprzewidywalności działań załóg kaperskich, które często przekraczały swoje uprawnienia, a nawet atakowały okręty neutralne czy sojusznicze. Również ich lojalność była niepewna.
Ostatecznie kaperstwo, tak jak i cała idea korsarstwa, zostało zakazane w 1856 r. na mocy traktatu paryskiego.
Militaryzacja statków handlowych w czasie wojny jest regulowana przez VII konwencję haską z 1907.
Konstytucja USA w art.1.8.11 mówi, że Kongres może wypowiadać wojnę, wystawiać listy kaperskie i wydawać przepisy dotyczące prawa łupu na lądzie i wodach, drugie z tych uprawnień wydaje się mieć znaczenie wyłącznie historyczne, jednak 10 października 2001 zgłoszony został projekt ustawy Marque and Reprisal Act uprawniającej prezydenta do wydawania takich listów w celu walki z terroryzmem, został jednak odrzucony. Podobny projekt z 15 kwietnia 2009 przewidywał użycie kaprów do walki z piratami somalijskimi.

### Kaprzy w Polsce

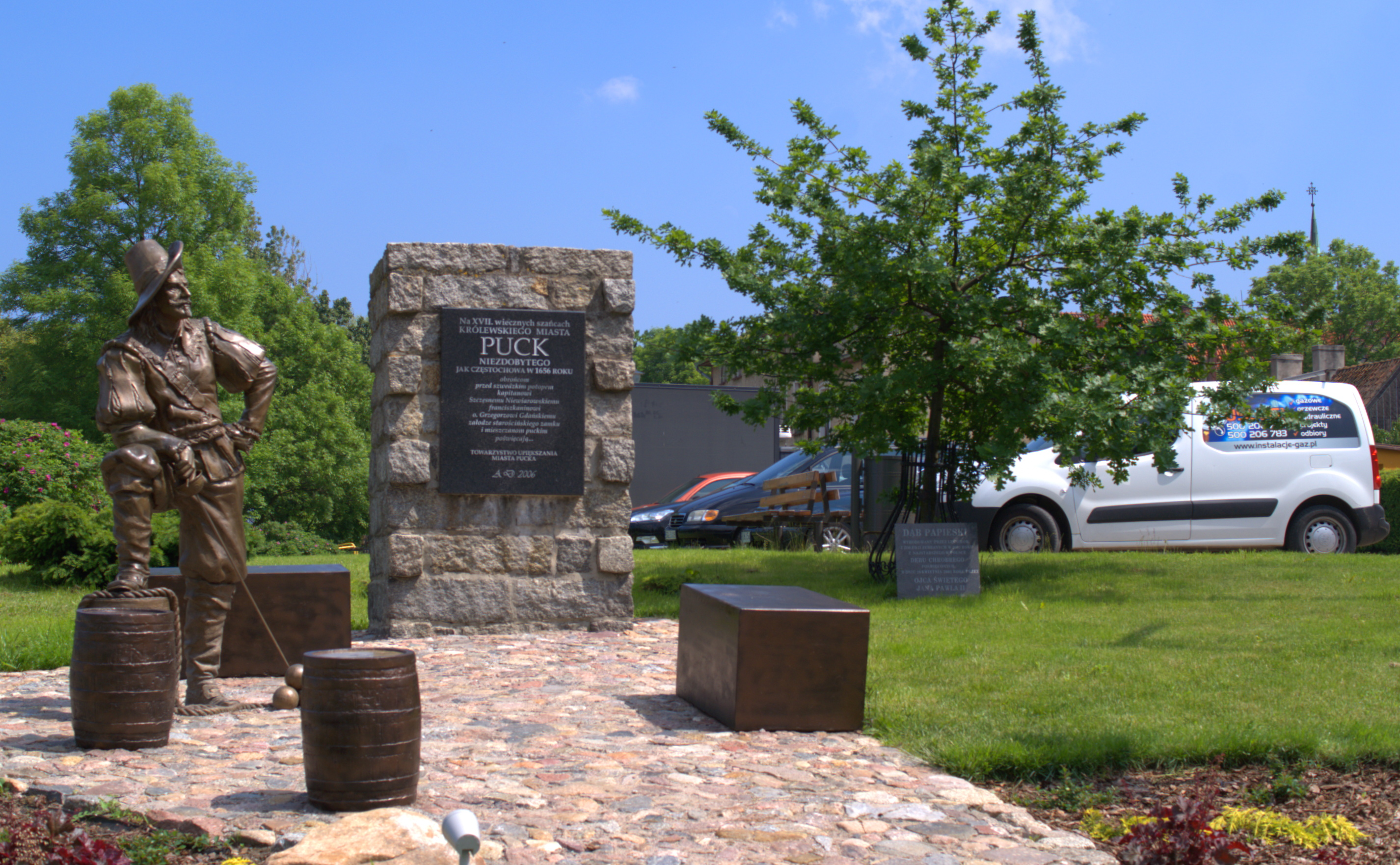
Ławeczka Puckiego Kapra

- Rudolf Alhorn
- Bartuner
- Paweł Beneke
- Marcin Bibrant
- Joachim Bonsak
- Hans Bornholm
- Jan Clausen
- Wacław Dunin-Wąsowicz
- Tomasz z Emden
- Adrian Flint
- Jakub Flint
- Asmus Genrich
- Paweł Glasau
- Józef Heltbark
- Jan Henski
- Łukasz Jekell
- Jenrick
- Jerzy Kerkhorner
- Maciej Kolmener
- Wawrzyniec Kutenbach
- Otto Maming
- Jakub Mole
- Kasper Munckebeck
- Wolflang Munckebeck
- Jan Munkeben
- Otto Nanynckes
- Jan Nerker
- Jan Oweram
- Jan Resin
- Jan Rotermundt
- Krzysztof Sasse
- Mateusz Scharping
- Jasper Schilling
- Marcin Schele
- Wincenty Stolle
- Michał Starosta
- Piotr Wichman
- Werkmeister